# Буссю, Кристиан
Жак Кристиан Буссю (фр. Jacques Christian Boussus; 5 марта 1908, Йер, Вар — 12 августа 2003, Нёйи, О-де-Сен) — французский теннисист-любитель, член сборной Франции в Кубке Дэвиса в 1934—1939 годах. Победитель чемпионата Австралии в миксте, финалист чемпионата Франции во всех разрядах.

## Игровая карьера
Кристиан Буссю участвовал в любительских теннисных соревнованиях на протяжении почти 30 лет — с середины 1920-х до 1953 года, когда он завершил выступления в возрасте 45 лет. За это время на его счету были, среди прочих, титулы, завоёванные на чемпионате Германии (1930, после победы над Джеком Кроуфордом), чемпионате Великобритании на твёрдых (грунтовых) кортах (1931) и международном чемпионате Парижа (1934), а также титул чемпиона Австралии. Буссю 19 раз участвовал в международном чемпионате Франции (добравшись по одному разу до финала во всех трёх разрядах) и 13 раз — в Уимблдонском турнире (полуфиналист в одиночном разряде в 1928 и в мужском парном разряде в 1932 году). Трижды за карьеру он включался в десятку сильнейших теннисистов мира, составлявшуюся по итогам сезона журналистами газеты Daily Mail — на девятом месте в 1930 и 1935 годах и на десятом в 1934 году.
Однако лучшие годы карьеры Буссю пришлись на период, когда во французском теннисе господствовали другие теннисисты — Рене Лакост, Анри Коше, Жан Боротра и Жак Брюньон, широко известные как «Четыре мушкетёра». Именно Боротра встал между Буссю и титулом чемпиона Франции в одиночном разряде, а Коше и Брюньон — в парном. Самого Брюньона часто называют «пятым мушкетёром»; начиная с 1929 года, когда завершил выступления Лакост, Буссю четырежды подряд включался в сборную Франции в качестве запасного игрока на раунд вызова Кубка Дэвиса, но ни разу не вышел на корт в четыре победных года, хотя его имя гравировалось на кубке в числе победителей. Только в 1934 году, в возрасте 26 лет, он провёл свой первый матч в Кубке Дэвиса, но к этому моменту остальные мушкетёры завершили карьеру и сборная Франции не претендовала в годы его выступлений на этот трофей. Лучшим результатом сборной с 1934 по 1939 год был полуфинал Европейской зоны в первый год выступлений Буссю; он проиграл в матче с австралийцами обе своих встречи (Вивьену Макграту и Кроуфорду), хотя в обоих случаях игра шла до пятого сета.
Буссю оставался любителем до конца игровой карьеры в 1953 году, совмещая выступления с должностью директора по связям с прессой в европейском филиале IBM. Он умер в августе 2003 года в возрасте 95 лет.

## Финалы турниров Большого шлема

### Одиночный разряд (0-1)
| Результат | Год  | Турнир            | Покрытие | Соперник в финале | Счёт в финале      |
| --------- | ---- | ----------------- | -------- | ----------------- | ------------------ |
| Поражение | 1931 | Чемпионат Франции | Грунт    | Жан Боротра       | 6-2, 4-6, 5-7, 4-6 |

### Мужской парный разряд (0-1)
| Результат | Год  | Турнир            | Покрытие | Партнёр        | Соперники в финале    | Счёт в финале      |
| --------- | ---- | ----------------- | -------- | -------------- | --------------------- | ------------------ |
| Поражение | 1932 | Чемпионат Франции | Грунт    | Марсель Бернар | Жак Брюньон Анри Коше | 4-6, 6-3, 5-7, 3-6 |

### Смешанный парный разряд (1-1)
| Результат | Год  | Турнир              | Покрытие | Партнёрша    | Соперники в финале          | Счёт в финале |
| --------- | ---- | ------------------- | -------- | ------------ | --------------------------- | ------------- |
| Победа    | 1935 | Чемпионат Австралии | Трава    | Луи Бикертон | Берди Бонд Вернон Керби     | 1-6, 6-3, 6-3 |
| Поражение | 1938 | Чемпионат Франции   | Грунт    | Нэнси Уинн   | Симона Матьё Драгутин Митич | 6-2, 3-6, 4-6 |